# Paralimnophila albofasciata
Paralimnophila albofasciata är en tvåvingeart som först beskrevs av Alexander 1934.  Paralimnophila albofasciata ingår i släktet Paralimnophila och familjen småharkrankar. Inga underarter finns listade i Catalogue of Life.